# Dryopteris liangkwangensis
Dryopteris liangkwangensis är en träjonväxtart som beskrevs av Ren-Chang Ching. Dryopteris liangkwangensis ingår i släktet Dryopteris och familjen Dryopteridaceae. Inga underarter finns listade.